# Detlev Dormeyer
Detlev Dormeyer (* 5. Dezember 1942 in Leoben) ist römisch-katholischer Theologe, Bibelwissenschaftler und emeritierter Professor für Neues Testament.
Dormeyers Forschungsschwerpunkt liegt darin, vor allem mittels pragmalinguistischer (handlungsorientierter) Hermeneutik die Wechselbeziehung zwischen antiker und neutestamentlicher Literatur anhand der neutestamentlichen Gattungen herauszustellen. Sein Hauptaugenmerk liegt hierbei auf der Beziehung der Evangelien zur antiken Biographie, auf der biographischen Rezeption von Religion in Antike und Gegenwart. Außerdem war er an der Entwicklung und wissenschaftlichen Fundierung der interaktionalen Bibelauslegung als Methode für den Religionsunterricht entscheidend beteiligt.

## Wissenschaftlicher Werdegang
Dormeyer studierte von 1962 bis 1969 katholische Theologie an der Albert-Ludwigs-Universität Freiburg, an der Philosophisch-Theologischen Hochschule Sankt Georgen zu Frankfurt, an der Westfälischen Wilhelms-Universität in Münster und von 1965 bis 1969 Germanistik an der Westfälischen Wilhelms-Universität. 1968 erfolgte bei Joachim Gnilka in Münster die Promotion zum Lic.theol. (Thema: Mk 13 – Lk 21,5 -36 – Eine exegetische Untersuchung). 1969 legte Dormeyer das Staatsexamen für das höhere Lehrfach in katholischer Religion und Deutsch ab. 1972 erfolgte – ebenfalls in Münster bei Joachim Gnilka – die Promotion zum Dr. theol., und zwar zum Thema: Die Traditions- und Redaktionsgeschichte der Markuspassion.
1972 wurde er zum Akademischen Rat für „Bibelwissenschaft und Didaktik“ ernannt. An der PH Westfalen-Lippe (Abteilung Münster) wurde Dormeyer 1973 in „Katholische Theologie und ihre Didaktik (Schwerpunkt Bibelwissenschaft)“ habilitiert; die Habilitationsschrift trägt den Titel: Religiöse Erfahrung und Bibel (erschienen 1975). 1977 erfolgte – ebenfalls in Münster – die Ernennung zum Apl. Professor. Zwischen 1973 und 1981 erhielt er Lehraufträge an der PH Kiel, Universität Münster, PH Westfalen-Lippe (Abteilung Bielefeld) und an der Universität Dortmund. 1980 folgte Dormeyer dem Ruf der Westfälischen Wilhelms-Universität Münster, und zwar als Professor am „Institut für Lehrerausbildung“ der katholisch-theologischen Fakultät (FB 2) für „Bibelwissenschaft und Didaktik“ und schließlich 1997 dem Ruf der Universität Dortmund (heute: Technische Universität Dortmund) als Lehrstuhlinhaber für „Neues Testament“ der Fakultät Humanwissenschaften und Theologie. In dieser Zeit nahm er zwischen 1988 und 1998 Gastprofessuren wahr, und zwar an der Universiteit van Stellenbosch, Suid-Africa, am St. Joseph’s Theological Institute Cedara, Hilton, Südafrika und am Departement of Religion der Furman University, Greenville, South Carolina, USA. Ferner war er von 1974 bis 1990 in der Lehrerfortbildung im Rahmen des Instituts für Lehrerfortbildung Essen-Werden tätig. Von 2006 bis 2008 war Detlev Dormeyer Dekan der Fakultät Humanwissenschaften und Theologie der Technischen Universität Dortmund. Seit 2008 ist er emeritiert.
Schüler sind zum Beispiel Dirk Wördemann, Mathis-Christian Holzbach und Christa Georg-Zöller.

## Akademische Ehrung
Detlev Dormeyer erhielt 2003 zusammen mit James Charlesworth (Princeton Theological Seminary) die Comenius-Medaille der Evangelisch-Theologischen Fakultät der Karlsuniversität Prag.

## Sonstiges
Dormeyer wohnt seit über 30 Jahren in Bösensell. Er ist seit 1962 Mitglied der katholischen Studentenverbindung K.D.St.V. Wildenstein Freiburg im Breisgau. Er wurde auch Mitglied der KDStV Sauerlandia Münster.

## Werke (Auswahl)
- Die Passion Jesu als Verhaltensmodell. Literarische und theologische Analyse der Traditions- und Redaktionsgeschichte der Markuspassion. (NTA 11), Münster 1974
- Religiöse Erfahrung und Bibel. Problematik und die Möglichkeiten des Einsatzes der Bibel in den Religionsunterricht, Düsseldorf 1975
- Begegnung und Konfrontation. Analysen und Meditationen zu den Evangelien. Ein Werkbuch, Stuttgart 1975
- Die Bibel antwortet. Einführung in die interaktionale Bibelauslegung (Pfeiffer Werkbücher 144), München/Göttingen 1978
- Der Sinn des Leidens Jesu. Historisch-kritische und textpragmatische Analysen zur Markuspassion (SBS 96), Stuttgart 1979
- Evangelium als literarische und theologische Gattung (Erträge der Forschung 263), Darmstadt 1989
- Weltuntergang und Gottesherrschaft (zusammen mit L. Hauser), Mainz 1990
- Das Neue Testament im Rahmen der antiken Literaturgeschichte. Eine Einführung, Darmstadt 1993
- The New Testament among the Writings of Antiquity (übersetzt von Rosemarie Kossov), Sheffield 1998
- Das Markusevangelium als Idealbiographie von Jesus Christus, dem Nazarener (Stuttgarter Biblische Beiträge 43), Stuttgart 1/1999; 2/2002
- Die Apostelgeschichte. Ein Kommentar für die Praxis (zusammen mit Florencio Galindo), Stuttgart 2003
- Gottes Wort in menschlicher Sprache. Die Lektüre von Mt 18 und Apg 1-3 als Kommunikationsprozess (zusammen mit M.Grilli)(SBS 201), Stuttgart 2004
- Das Markusevangelium, Darmstadt 2005
- R. Zimmermann (Hg.) in Zusammenarbeit mit Detlev Dormeyer und anderen, Kompendium der Gleichnisse Jesu, Gütersloh/Darmstadt 2007
- Linus Hauser, Ferdinand R. Prostmeier, Christa Georg-Zöller (Hrsg.): Jesus als Bote des Heils. Heilsverkündigung und Heilserfahrung in frühchristlicher Zeit. Detlev Dormeyer zum 65. Geburtstag, Stuttgart 2008
- Einführung in die Theologie des Neuen Testaments, Darmstadt 2010